# Demi-centre (handball)
Au handball, le demi-centre, parfois également appelé arrière centre, se situe au centre du terrain. Ce poste correspond un peu au meneur de jeu de l’équipe. 

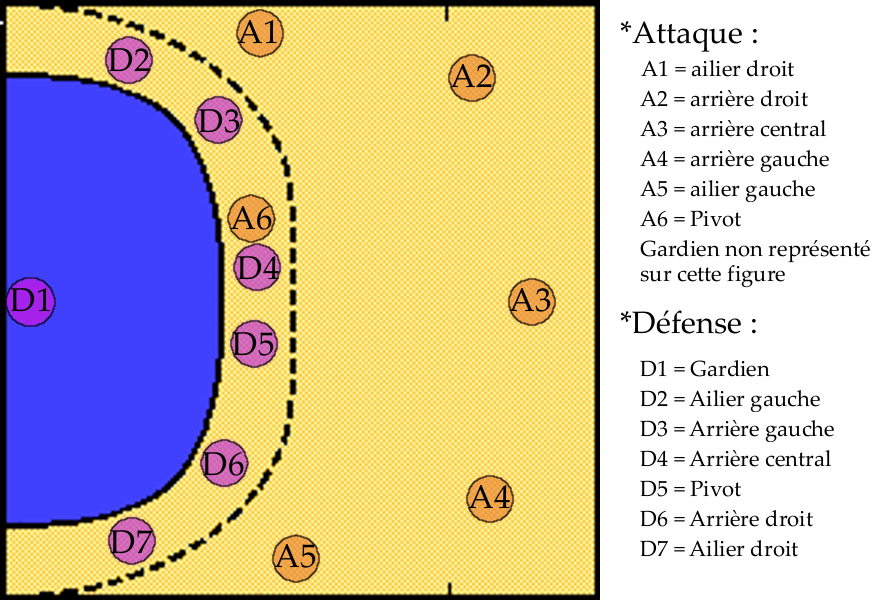
Sur ce schéma dit de « défense 6-0 », le demi-centre occupe les postes A3 en attaque et D4 en défense.

Son rôle est d'enclencher les combinaisons et de les annoncer aux autres membres de l’équipe durant l'attaque. Ils sont également ceux qui font le plus de passes décisives au pivot ou aux arrières en général. Le demi centre peut aussi jouer le rôle de maestro en défense en communiquant à ses coéquipiers comment adapter leur défense face à l'attaque des adversaires. Généralement, on trouve deux types de demi-centre. Soit ce sont des joueurs pouvant évoluer indifféremment sur les postes d'arrière et de demi-centre (comme Talant Dujshebaev, Nikola Karabatic ou Daniel Narcisse), soit des joueurs de taille plus petite qui utilisent leur rapidité et leur souplesse pour s’introduire dans la défense adverse, tels Ivano Balić, Jackson Richardson, Ljubomir Vranjes ou encore certains ailiers comme Michaël Guigou.

## Demi-centres célèbres (hommes)
Parmi les meilleurs joueurs évoluant ou ayant évolué au poste de demi-centre, on peut citer :
- Magnus Andersson, élu meilleur joueur et meilleur demi-centre du Championnat du monde 1993 et meilleur joueur du Championnat d'Europe 1994
- Ivano Balić, élu meilleur handballeur de l'année en 2003 et 2006, seul joueur à avoir été élu à cinq reprises meilleur joueur d'un tournoi majeur, qui plus est consécutivement : Euro 2004, JO 2004, Mondial 2005, Euro 2006 et Mondial 2007
- Domagoj Duvnjak, élu meilleur handballeur de l'année en 2013
- Talant Dujshebaev, élu meilleur handballeur de l'année en 1994 et 1996, élu meilleur joueur de l'Euro 1996 et du Mondial 1997, élu meilleur demi-centre des Jeux olympiques 1992 et 2000
- Nikola Karabatic, élu meilleur handballeur de l'année en 2007, 2014 et en 2016, élu meilleur joueur de l'Euro 2008, du mondial 2011, de l'Euro 2014 et du mondial 2017
- Enric Masip, élu meilleur demi-centre du Championnat du monde 2003, demi-centre du FC Barcelone pendant 14 ans avec 6 Ligues des Champions et 8 championnats d'Espagne
- Daniel Narcisse, élu meilleur handballeur de l'année en 2012
- Jackson Richardson, élu meilleur handballeur de l'année en 1995, élu meilleur joueur des championnats du monde 1990[réf. nécessaire] et 1995 et de l'Euro 2000
- Magnus Wislander, nommé joueur du XXe siècle par l'IHF, élu meilleur handballeur de l'année en 1990
- Hussein Zaky, élu meilleur demi-centre du Championnat du monde 2001
- Andy Schmid, élu meilleur joueur du Championnat d'Allemagne masculin de handball 5 années consécutives entre 2014 et 2018

## Demi-centres célèbres (femmes)
Parmi les meilleures joueuses évoluant ou ayant évolué au poste de demi-centre, on peut citer :
- Stine Bredal Oftedal, élue meilleure handballeuse de l'année en 2019
- Anita Görbicz, élue meilleure handballeuse de l'année en 2005, élue meilleure demi-centre des championnats du monde 2003, 2005, 2007 et 2013
- Gro Hammerseng-Edin, élue meilleure handballeuse de l'année en 2007, élue meilleure joueuse et meilleure demi-centre des Championnats d'Europe 2004 et du 2006
- Mia Hermansson-Högdahl, élue meilleure handballeuse de l'année en 1994
- Andrea Lekić, élue meilleure handballeuse de l'année en 2013
- Svetlana Kitić, élue meilleure handballeuse de l'année en 1987, élue meilleure joueuse de tous les temps par lors d'un vote sur internet organisé par l'IHF
- Lim O-kyeong, élue meilleure handballeuse de l'année en 1996
- Oh Seong-ok, élue meilleure demi-centre aux Jeux olympiques en 2000 et 2008
- Allison Pineau, élue meilleure handballeuse de l'année en 2009
- Chao Zhai, élue meilleure handballeuse de l'année en 2002